# Canal de Lachine
Het Canal de Lachine is een kanaal op het Île de Montréal in Québec, Canada. Het kanaal doorkruist het zuidoosten van Montréal en het Île de Montréal waarop de stad gelegen is. Met het graven van het kanaal werd schepen een alternatief geboden langs de Lachine-stroomversnellingen in de Saint Lawrence. Tot 1824 moesten schepen hier immers langs de rivier voorbij de stroomversnellingen gedragen worden.
In het kanaal zijn vijf sluizen actief, oorspronkelijk waren dit er zeven. De constructie ving aan op 17 juli 1821 onder ingenieur Thomas Burnett. Het kanaal was voltooid op 24 augustus 1824. Van 1843 tot 1848 en van 1873 tot 1885 waren er uitbreidingen en vergrotingen. Het kanaal was van 1970 tot 2002 gesloten voor alle scheepvaartverkeer en vervolgens heropend voor gebruik door recreatieve scheepvaart.
Het kanaal is erkend als cultureel erfgoed van Canada en behoort tot de Lieux historiques nationaux du Canada.